# Резолюция Совета Безопасности ООН 1078
Резолюция Совета Безопасности Организации Объединённых Наций 1078 (код — S/RES/1078), принятая 9 ноября 1996 года, выразив обеспокоенность ситуацией в районе африканских Великих озёр, Совет безопасности ООН обсудил предложения о проведении региональной конференции по безопасности и создании многонациональных гуманитарных сил в восточном Заире.
Была выражена обеспокоенность по поводу ухудшения ситуации в районе Великих озёр и, в частности, в восточном Заире. Гуманитарная ситуация и массовое перемещение беженцев также вызывали озабоченность. Региональным лидерам было предложено создать безопасные коридоры и временные убежища путем развертывания нейтральных сил.
Совет Безопасности осудил насилие и призвал к немедленному прекращению огня. Странам региона также было предложено создать условия, при которых можно было бы достичь мирного решения, а добровольная репатриация беженцев была необходима для региональной стабильности. Гуманитарный кризис в восточном Заире представляет собой угрозу региональному миру и стабильности.
Генеральный секретарь ООН Бутрос Бутрос-Гали предложил создать многонациональные силы для гуманитарных целей в восточном Заире. Странам региона было предложено создать безопасные и спокойные условия для облегчения доставки международной гуманитарной помощи в регион и воздержаться от действий, которые могут привести к эскалации ситуации. Их просили сотрудничать с ним и Организацией африканского единства (ОАЕ) и консультироваться друг с другом по его предложению о санкционировании многонациональных сил. Затем Генерального секретаря попросили:
(a) разработать оперативную концепцию гуманитарной целевой группы со следующими целями:

— оказывать краткосрочную гуманитарную помощь и предоставлять убежище беженцам;

— содействовать защите и добровольному возвращению беженцев;

— открыть гуманитарные коридоры;

(b) заручиться сотрудничеством правительства Руанды в отношении дальнейших мер, включая направление наблюдателей для укрепления доверия;

(c) представить Совету доклад с рекомендациями не позднее 20 ноября 1996 года.

Кроме того, Генеральному секретарю было предложено в срочном порядке, в координации с ОАЕ и заинтересованными странами, определить порядок проведения международной конференции по вопросам мира, безопасности и развития в районе Великих озёр. Им также было предложено искать пути снижения напряженности.